# (21114) Bernson
(21114) Bernson est un astéroïde de la ceinture principale.

## Description
(21114) Bernson est un astéroïde de la ceinture principale. Il fut découvert le 2 septembre 1992 à La Silla par Eric Walter Elst. Il présente une orbite caractérisée par un demi-grand axe de 2,32 UA, une excentricité de 0,11 et une inclinaison de 4,4° par rapport à l'écliptique. 
Son nom est un hommage à Reysa Bernson (1904-1944) fondatrice de l'Association Astronomique du Nord qui fut également responsable du planétarium de l'Exposition Universelle de 1937 à Paris.